# Ксенже-Ковале
Ксенже-Ковале (пол. Księże Kowale) — село в Польщі, у гміні Поддембиці Поддембицького повіту Лодзинського воєводства.
У 1975-1998 роках село належало до Серадзького воєводства.